# Geogarypus pustulatus
Geogarypus pustulatus är en spindeldjursart som beskrevs av Beier 1959. Geogarypus pustulatus ingår i släktet Geogarypus och familjen Geogarypidae. Inga underarter finns listade i Catalogue of Life.